# Chapelle Sainte-Anne

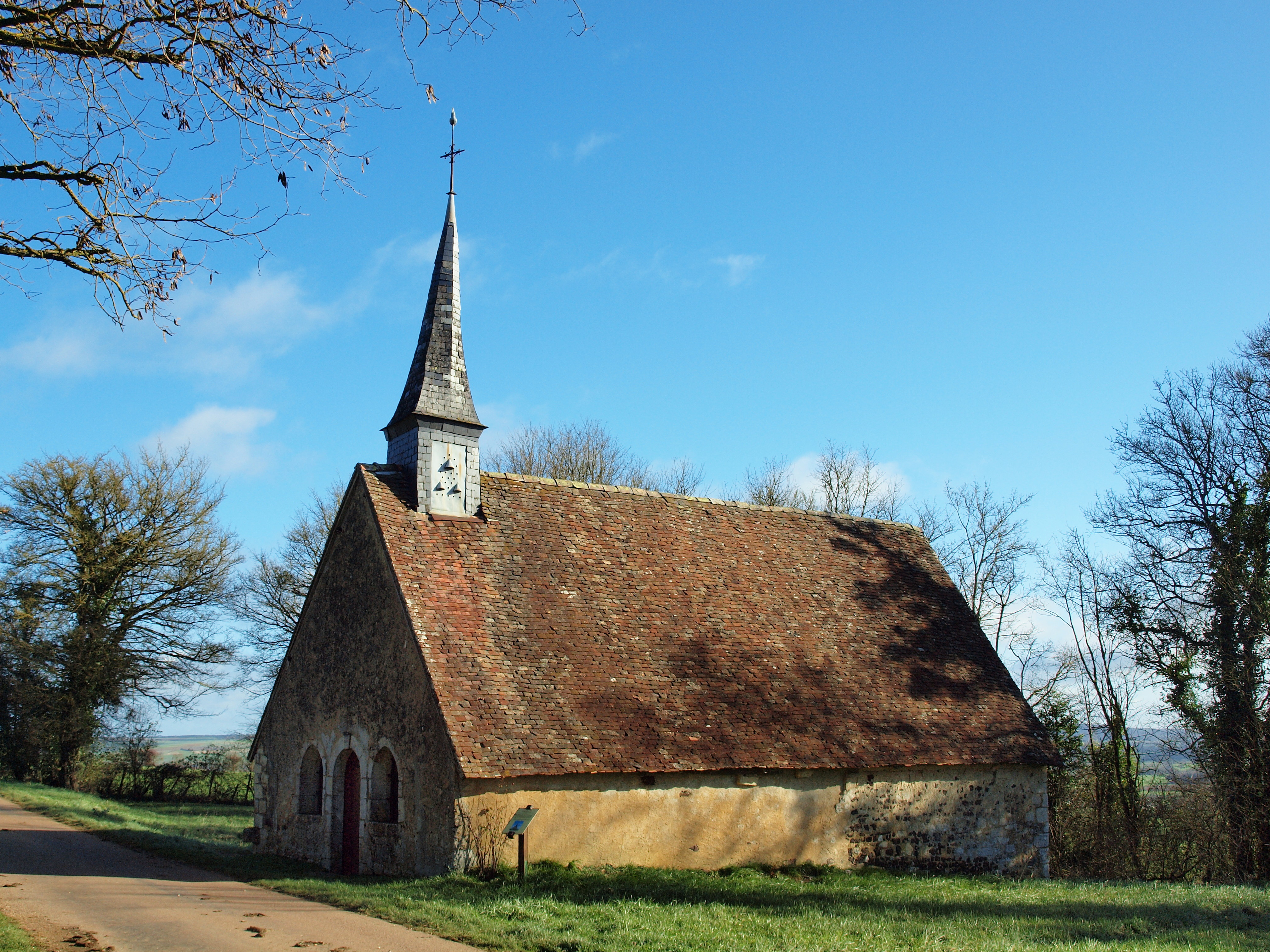
Kapel van Sainte-Anne

De Kapel van Sainte-Anne ligt in Frankrijk in het departement Nièvre in de regio Bourgogne-Franche-Comté, in de streek de Puisaye, nabij het gehucht Cosme in de gemeente Bouhy. De kapel ligt halverwege een helling in in een landelijk gebied, omgeven door bomen.

## Wetenswaardigheden
De kapel heeft geen bijzondere architectonische of kunstzinnige waarde. Ze is gebouwd in steen met een voor de regio traditioneel pannendak. De afmetingen zijn plm. 10 bij 20 meter met een hoogte van 7 meter. De toegang is door middel van een deur aan de westzijde. De kapel ligt plm. 0,5 meter onder het huidige maaiveld, teken van de ouderdom van deze plek.
Volgens de legende is de kapel van Sainte-Anne opgericht op de plek waar de Gallische priester-pelgrim Saint Pélérin, op missie gestuurd door Paus Sixtus II, door Romeinse soldaten werd vastgehouden alvorens te worden onthoofd in het jaar 259.
De kapel zou daarna hebben behoord aan het twee kilometer verderop gelegen feodaal kasteel. Dit kasteel zou in de veertiende eeuw zijn verwoest en verlaten. Men is er vrij zeker van dat de kapel daarna in de zeventiende eeuw is gerestaureerd.
De kapel is eigendom van meerdere families in de omgeving.